# Ravel Piano Duo
Ravel Piano DUO – polski duet fortepianowy z Warszawy, założony w 1996 r. przez Agnieszkę Kozło i Katarzynę Ewę Sokołowską. Para pianistek wykonuje kameralne kompozycje na cztery ręce i dwa fortepiany, powstałe od epoki baroku do czasów najnowszych. Zespół został laureatem Fryderyka 2016 za płytę A Polish Kaleidoscope.

## Dyskografia
- 2002: Muzyka francuska na cztery ręce
- 2004: + Marcin Łukaszewski, Musica Sacra, Paweł Łukaszewski, Brahms / Mendelssohn [Musica Sacra]
- 2012: Musica Sacra 1: Symphony No.2 - Gaudium et Spes / Trinity Concerto / Sinfonietta [DUX]
- 2015: A Polish Kaleidoscope (Dobrzyński, Moszkowski, Zarębski, Palester) [DUX]
- 2017: A Polish Kaleidoscope 2 [DUX]
- 2019: A Polish Kaleidoscope 3 [DUX]